# 1418 Fayeta
Az 1418 Fayeta (ideiglenes jelöléssel 1903 RG) a Naprendszer kisbolygóövében található aszteroida. Paul Götz fedezte fel 1903. szeptember 22-én, Heidelbergben.